# 加拿大國籍法
加拿大國籍通常是藉著出生於加拿大境內自动获得，或父母至少其中一方是加拿大公民來取得，或者被一位或多位加拿大人收养而得到。此外，在過去五年中在加拿大居住至少三年的永久居民也可获取加拿大國籍。下面会具体说明这些情况的例子和例外之处。

## 加拿大国籍历史

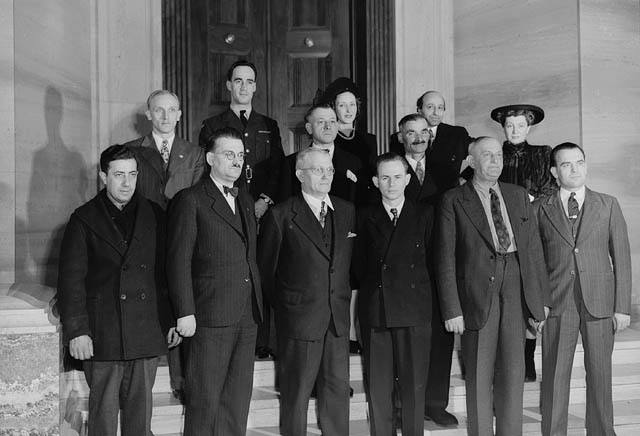
1947年第一批加拿大公民在渥太华最高法院前纪念。

1946年加拿大国籍法于1947年1月1日生效。在这之前，加拿大人是英籍人士而加拿大国籍法几乎与英国的一样。自从1867年加拿大联邦成立以来，加拿大的独立性不断增加，特别是二战引致加拿大人渴望自己的国家成为一个独立公民身份的完全意义上的主权国家。在被授予法律地位的加拿大公民身份之前，加拿大的归化法是众多令人困惑的法令组成的大杂烩而这也正好提供了创造新的加拿大公民身份的源动力。
1947年1月1日大多数与加拿大有关的英籍人士获得了加拿大公民身份。接下来在1949年4月1日，在得到联邦许可后加拿大国籍法扩大至纽芬兰自治领。
随着国籍法在1977年2月15日生效，加拿大国籍法极大得改变了。特别值得注意的是从这一天起加拿大完全接受了多重国籍。然而那些在这一天之前失去加拿大国籍的人无法自动恢复国籍。

## 出生在加拿大
通常在1947年之后出生在加拿大的任何人自动在出生后获得加拿大国籍。唯一的例外是那些生下来就是外交人士的孩子，这时候另外的条件就起作用了。
2012年曾有议员提议修改法案，建议立法以確保以下情况出生的孩子不再获得加拿大公民权：出生的时候，父母任何一方都不是加拿大公民或者加拿大永久居留权拥有人士，以阻止旅遊產子。
大多数在1947年之前于加拿大出生的人如果这时候还在世就获得了加拿大公民身份。

## 通过血缘关系得到加拿大国籍
任何于1977年2月15日之后在加拿大以外出生人士，在其出生时父母中的一位是加拿大國籍则可自动「透过血缘关系」获得加拿大公民身份。任何非加拿大出生的人，如果父母中任何一位不是出生在加拿大而且也是藉由血缘关系获得加拿大公民身份的话（例如，居于海外的第二代）必须申请保留加拿大国籍至28岁，否则他们在海外将失去加拿大国籍。

## 归化成为加拿大公民
一位加拿大永久居民可以在加拿大生活三年以后循归化途径申请获得加拿大国籍。
申请者需满足下列全部要求：
- 年满18岁
- 已经是加拿大永久居民
- 在提出申请之前已经在（過去五年中）於加拿大居住至少三年
- 從2017年10月11日起，在提出入籍申請前五年內如有臨時居民身份，留學生身份或者持有工作簽證者，可以折算一半居住時間(最長365日)以計入入籍申請中
- 了解加拿大（加拿大公民入籍考试是整个申请过程的一部分，但只有18岁至54岁人士需要考试）
- 了解作为加拿大公民的权利与义务
- 品格良好
- 非战争犯

### 18岁以下儿童
对于未满18岁儿童的归化要求与成年人不同：
- 该儿童必须是加拿大永久居民
- 该儿童父母的必须有一位是加拿大公民或者正在申请成为加拿大公民

对于居住条件和其他要求通常不适用于18岁以下的儿童。

### 公民仪式
所有加拿大公民申请人如已满14岁或以上则需参加公民入籍仪式作为申请过程的最后一步。

## 日裔加拿大人返回事件
在1988年9月22日，加拿大总理马丁同意了一项针对第二次世界大戰時期的1941年至1946年期间被加拿大驱逐出境的（大约总共4000人）日裔加拿大人及其后裔的赔偿方案。
这项方案允许给予任何这样的人士以加拿大国籍。所有被驱逐人士的后裔，无论其在驱逐之前是否出生，只要在1988年9月22日还在世，就也符合加拿大国籍的资格。

## 加拿大国籍的恢复
失去加拿大国籍的加拿大前成人公民通常需要在正常条件下获得登陆移民（永久居民）的状态，并且在加拿大生活一年以便恢复加拿大国籍。 
截至2005年5月5日，一项特别的让步措施允许那些在1947年1月1日至1977年2月14之间作为未成年人而由于父母亲某一方失去加拿大国籍而导致丧失加拿大国籍的人可以恢复其加拿大国籍却不需要实际居住在加拿大。
在1947年前失去英籍人士身份的前加拿大人没有什么特别的权利获得加拿大国籍，除非这位前加拿大人是由于与一位外国人婚配而失去的英籍人士身份。

## 公民权利与义务
依据加拿大公民身份与移民部的规定，加拿大公民拥有下列权利：
- 享有加拿大人權利與自由宪章规定的权利；
- 年满18岁之后可以在政治选举中投票；
- 年满18岁之后可以竞选公职；
- 获得加拿大护照；
- 不会被加拿大驱逐出境（如果此人于加拿大境外出生，但已经归化）；
- 能够为联邦政府工作（通常要求［或最好］具有加拿大国籍）；
- 可以在加拿大境外无限期生活而同时保有返回加拿大的权利；
- 能够将加拿大国籍传给在加拿大境外出生的子女。

公民必须：
- 成年人如被选中，必须参与陪审团；
- 遵守加拿大法律；
- 尊重他人的权利和自由；
- 帮助社区中的其他人；
- 关心爱护加拿大的古迹和环境；
- 杜绝歧视和不公。

## 加拿大公民证书
任何加拿大人都可以申请公民证书。新加拿大人在他们获得国籍时就得到了证书。如果你由于出生在加拿大境外但是父母是加拿大人或者是一位1947年前登陆加拿大的女性（例如是一位战时新娘），你都可以申请一份加拿大证书。
申請人可能需要等待几个月的时间才能拿到证书。

## 英联邦公民身份
基于英国法律，加拿大人屬於英联邦公民，因此在英国享有一些权利：
- 加入英国工作假期签证计划；
- 如果拥有一位英国出生的祖父母，就可以获得英国祖父母入境批准；
- 如果在1983年之前出生并且满足其他一些条件，就可以获得在英国居住的权利；
- 如果居住在英国，有权投票和参加公职[8]。